# Renault Type A
La Type A fu la prima autovettura prodotta dalla casa francese Renault.

## Storia e profilo

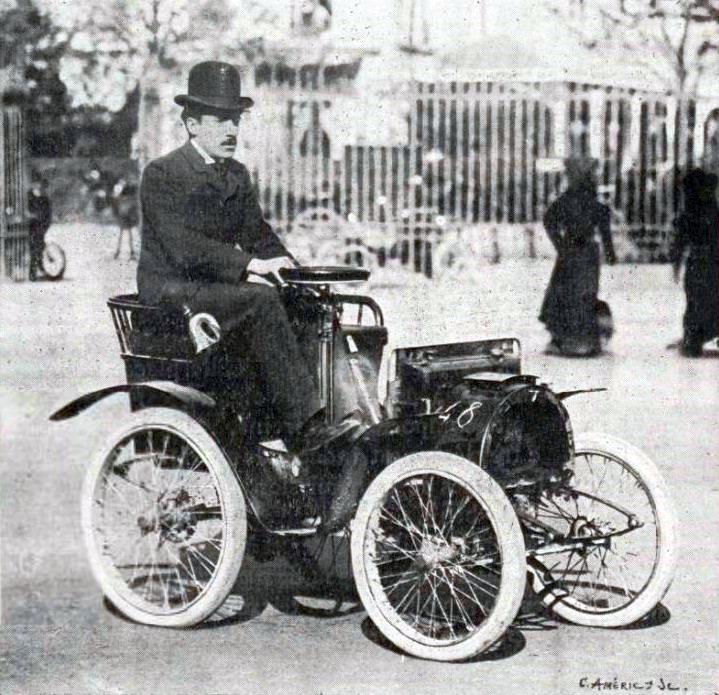
Louis Renault su una Renault Type A

Nell'autunno 1898 un giovane intraprendente di nome Louis Renault si mise al lavoro per realizzare una vetturetta con le proprie mani. Il posto dove il giovane ventunenne lavorava era il cortile di casa propria. Alla fine di quell'anno la vetturetta era pronta: nacque così la Type A, così chiamata per essere la prima vettura realizzata dal capostipite di quella che sarebbe divenuta una delle principali case automobilistiche mondiali.
La Type A riscosse un discreto successo, se si pensa che è stata realizzata da un giovane sconosciuto e se si pensa anche che fin dal principio, il giovane ricevette 12 ordinazioni in brevissimo tempo, che all'epoca poteva già definirsi un risultato più che soddisfacente, specie per un neofita dell'allora emergente industria automobilistica.
La Type A era una piccola vetturetta con carrozzeria scoperta, simile ad una piccola cabriolet a due posti, o forse una spider. Si basava sul progetto del quadriciclo De Dion-Bouton.
Era disponibile in due varianti di motore, entrambi monocilindrici. La prima aveva una cilindrata di 198 cm³ ed era in grado di raggiungere appena 1 CV di potenza massima, mentre la seconda variante aveva una cilindrata di 270 cm³ e raggiungeva una potenza massima di 1.75 CV. Tali motori non erano prodotti da Louis Renault, ma erano mutuati dalla De Dion. Il cambio era a tre marce. La velocità massima raggiungibile era di 30 km/h.